# Bartholt Entens van Mentheda

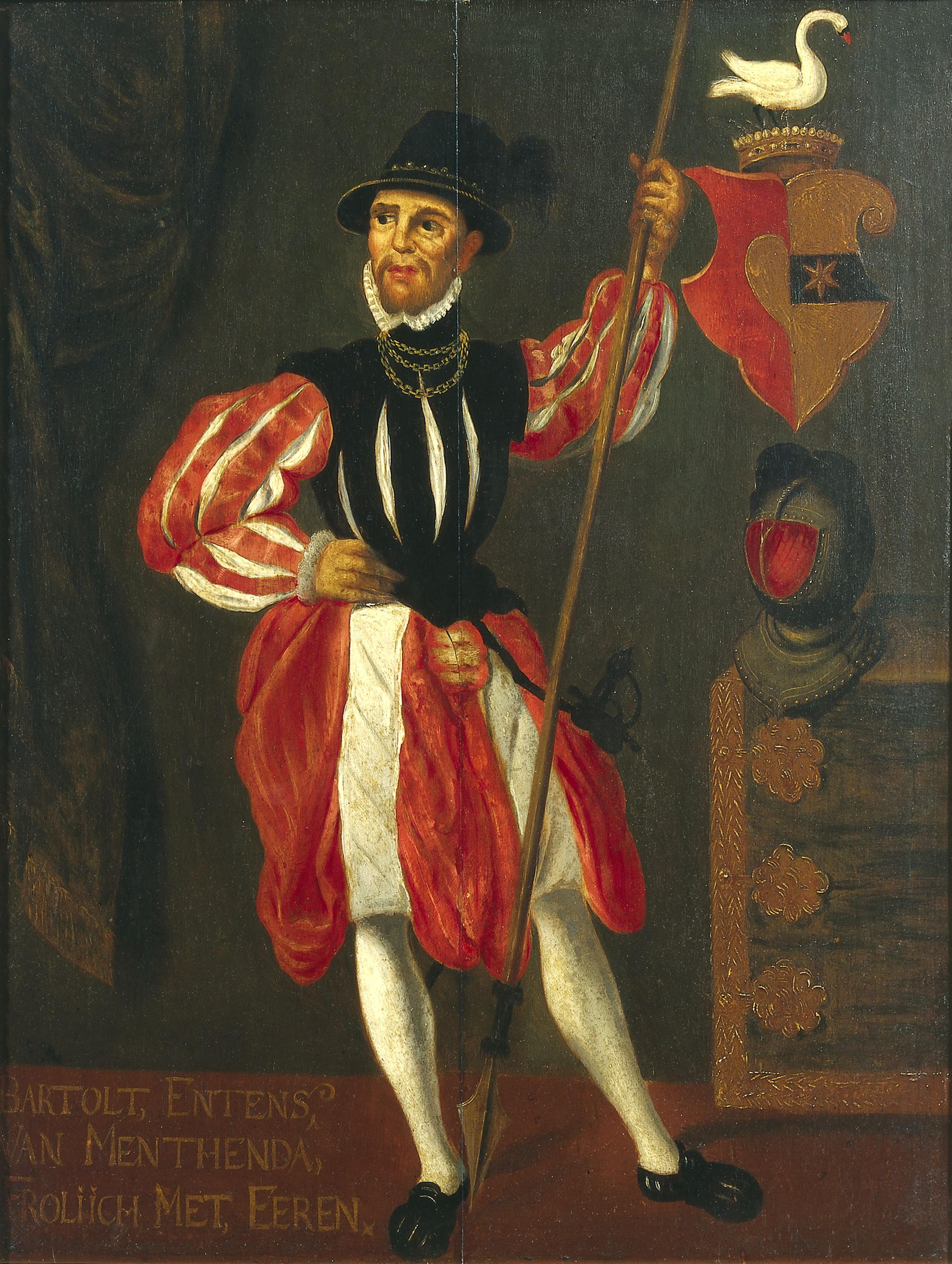
Barthold Entens van Mentheda in 1572

Bartholt (of Barthout) Entens van Mentheda (1539 – 17 mei 1580) was luitenant-kapitein van de watergeuzen en een jonker uit de omgeving van Groningen, die het bezit had over Middelstum en Dorwert.

## Leven
Bartholt Entens was een edelman die door losbandigheid een groot deel van zijn vermogen was kwijtgeraakt. Hij was een groot tegenstander van het rooms-katholicisme en ondertekende in 1566 het smeekschrift der edelen. Bij de komst van Alva ging hij op de vlucht.  
Na de Slag bij Heiligerlee in 1568 terroriseerde hij diverse rooms-katholieke kloosters, zoals in Rottum. Hij verlegde zijn aandacht naar de Wadden, hield huis op Vlieland en Terschelling en veroverde diverse koopvaardijschepen in de periode 1569-1570. Toen hij in 1570 de executie van de geuzenkapitein Jan van Troyen vernam, liet hij terstond een gevangen stuurman uit Oosthuizen aan de boegspriet bengelen om hem met een kanon en vuurroeren dood te schieten.
Hij voegde zich bij de watergeuzen en was aanwezig bij de Inname van Den Briel en Vlissingen. In juni 1571 kreeg hij het commando over een vloot van 30 schepen om Dordrecht in te nemen. Entens nam vervolgens deel aan het Beleg van Goes (1572), wat op niets uitliep, en bleef daarna in Walcheren, dat werd geplunderd. Vanwege klachten over roof en excessief geweld werd Entens in 1573 door Willem van Oranje gevangengezet in Delft, maar hij kwam weer vrij.
In 1577 werd Entens door Willem van Oranje teruggezonden naar zijn geboortestreek Groningen. Daar kreeg hij eind februari 1580 van de Staten van Friesland het bevel over een garnizoen in de Ommelanden. Daar beraamde hij een complot om de macht in de stad Groningen over te nemen. Blijkens een onderschepte brief van Entens aan de protestantse burgemeester Reidt Alberda zou Entens met zijn leger 
op 3 maart 1580 om 11:00 voor de Heerenpoort staan en binnengelaten worden door de protestanten om de stad in te nemen. Het katholieke stadsbestuur nam de nodige maatregelen, en verruilde met stadhouder Rennenberg het kamp van de opstand voor dat van Parma.
Daarop sloeg Entens het beleg van Groningen, waarbij hij steun kreeg van Willem Lodewijk van Nassau en Diederik Sonoy. Op een avond tijdens dat beleg, waarop Entens gedronken had, stak hij zijn hoofd uit een schietgat toen er net een kanonskogel in zijn richting werd afgeschoten. Hierbij kwam hij om het leven. Hij werd begraven in de Sint-Hippolytuskerk (Middelstum).